# Geum bulgaricum
Geum bulgaricum Panc. 1883 es una especie de planta herbácea perteneciente a la familia de las rosáceas.  

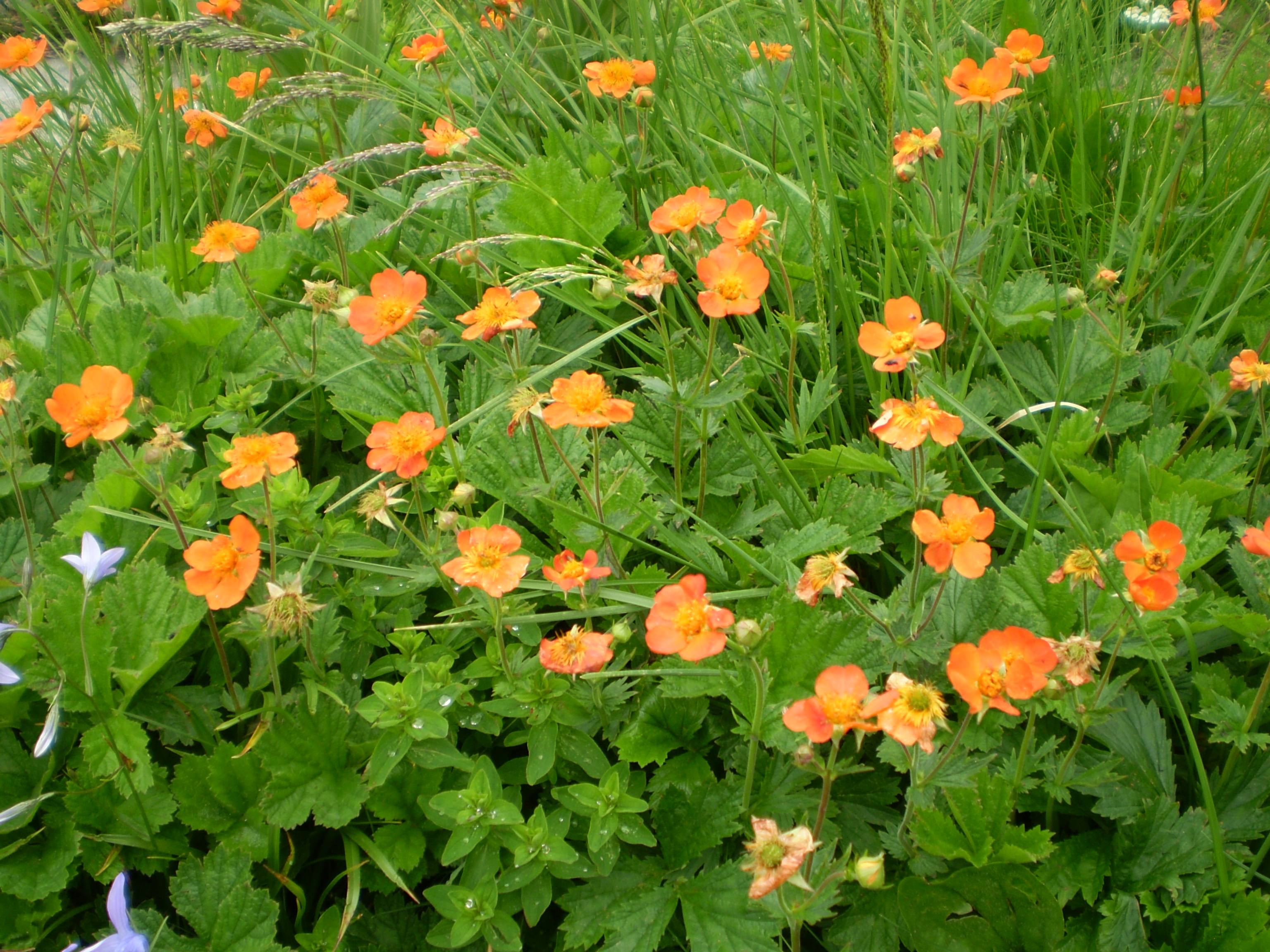
En su hábitat

## Descripción
El tallo alcanza un tamaño de 60 cm de altura, con el follaje a lo largo de toda su longitud y las hojas de hasta 10 cm de largo. La parte superior está ramificada y cada rama termina con inflorescencia. La reproducción por semillas. Florece en julio y agosto.  Tiene pequeñas flores amarillas con forma de campanillas.

## Distribución
Es nativa del este de Europa en Albania, Bulgaria y antigua Yugoslavia. En Bulgaria, se encuentra en las Montañas Rila.

## Hábitat
Su hábitat son las laderas rocosas, en lugares húmedos en el matorral. La especie está muy extendida en la región de Rila donde crece alrededor de arbustos, en canchales de rocas y prados en una altitud de 2800 m s. n. m.

## Taxonomía
Geum bulgaricum fue descrita por Josif Pančić y publicado en Elem. Fl. Bulg. 26. 1883
Etimología
Geum: nombre genérico que deriva del latín: gaeum(geum) = nombre de una planta, en Plinio el Viejo, con finas raíces negras y de buen olor, que se ha supuesto era la hierba de San Benito (Geum urbanum L.)
bulgaricum: epíteto geográfico que alude a su localización en Bulgaria
Sinonimia
- Sieversia bulgarica (Pancic) Nyman[3][4]